# شهباز سرخ
شهباز سرخ (نام علمی: Erythrotriorchis radiatus) احتمالا نادرترین پرنده شکاری استرالیایی است. این پرنده عمدتاً در جنگل‌های ساوانا در شمال استرالیا، به ویژه در نزدیکی جریان‌های آبی یافت می‌شود. طیف وسیعی از طعمه های زنده، عمدتاً پرندگان را می‌گیرد.

## آرایه‌شناسی
شهباز سرخ نخستین بار توسط پرنده شناس انگلیسی جان لاتام در سال 1801 با نام علمی Falco radiatus توصیف شد. 
این گونه قبلاً به عنوان عضوی بسیار بزرگ از زیرخانواده شهبازیان ، Accipitrinae در نظر گرفته می‌شد ، اما اکنون اعتقاد بر این است که شباهت به این پرندگان دیگر همگرا است . کارشناسان در حال حاضر شهباز سرخ را با  سارگپه سینه‌سیاه با تفاوت جزئی Hamirostra melanosternon و کورکور دم‌مربعی Lophoictinia isura به عنوان یکی از شکارچیان بومی قدیمی استرالیا دسته‌بندی می‌کنند. اعتقاد بر این است که اجداد این پرندگان، احتمالاً همراه با تعداد انگشت‌شماری از گونه‌های آسیای جنوب شرقی و آفریقا ، گندوانا را اشغال کرده‌اند و طی میلیون‌ها سال به شکل فعلی خود واگرایی داشته‌اند.
مطالعات توالی‌یابی ژن رابطه‌ای بین Hamirostra و Lophoictinia پیدا کرده است، اما نمونه‌هایی از Erythrotriorchis به دست نیامده است.

## ویژگی‌های ریخت‌شناسی

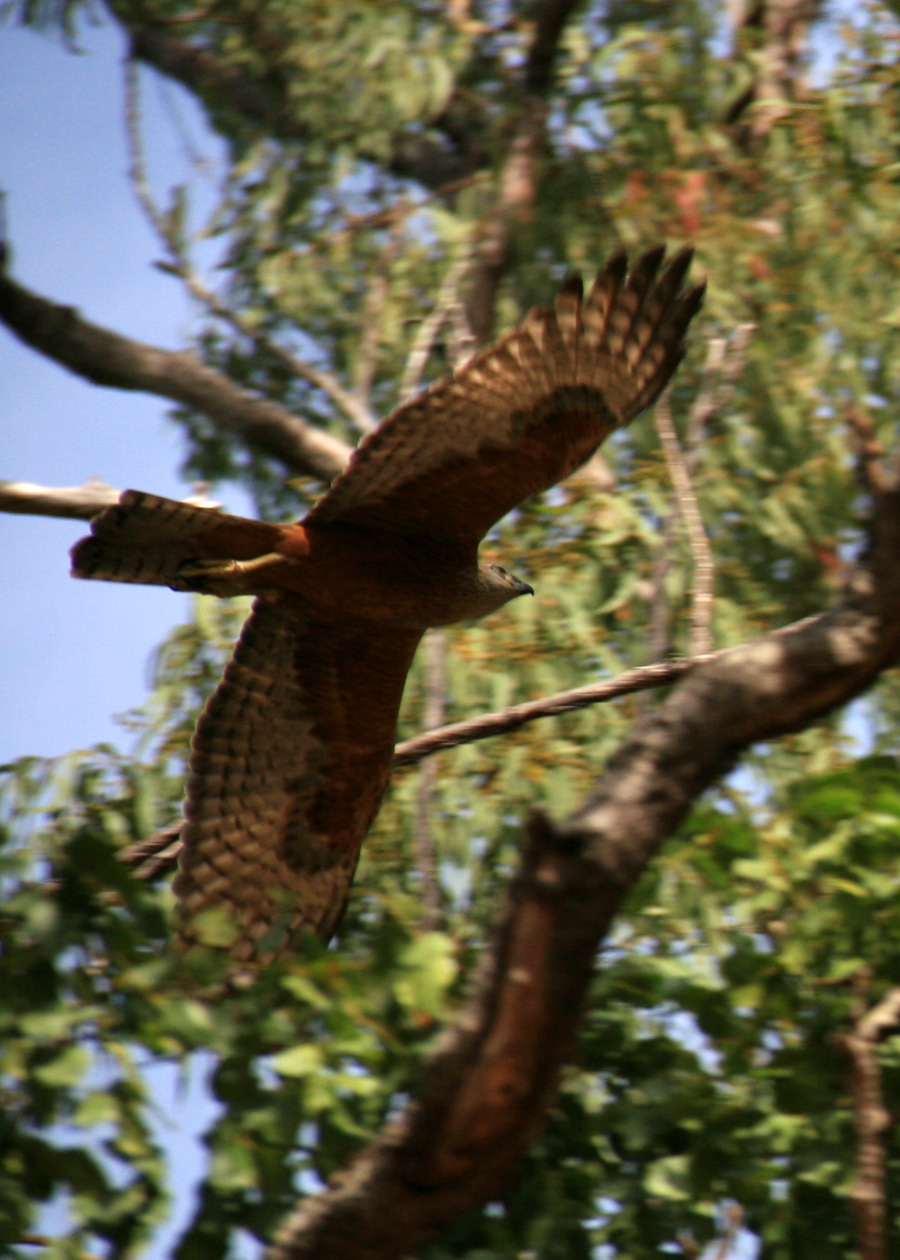
شهباز سرخ، شبه جزیره کیپ یورک، کوئینزلند

پر و بال عموماً حنایی است. روی سر با رگه‌های سیاه و سفید، سفیدی بیشتر در چهره و گلو است. در سطوح روتنه (بدن و روی بال‌ها) که با رنگ سیاه مشخص شده‌اند. پرها و دم پرواز به رنگ خاکستری، در بالا تیره و پایین روشن هستند. زیرتنه (پوش‌پرهای شکم و زیر بال‌ها) دارای تیک‌تیک سیاه و خفیف است. ماده شکم رنگ‌پریده‌تری نسبت به نر دارد. نوجوانان (سال اول) رگه‌های کمتری روی سر دارند. 
بالغان عنبیه زرد (در نرها قهوه‌ای تا زرد)، نوجوانان قهوه‌ای دارند. نرمه بینی و پوست اطراف چشم از آبی کم رنگ در نوجوان تا خاکستری آبی کم‌رنگ تا خاکستری کم‌رنگ در بالغان متفاوت است. پاها و انگشتان بالغان زرد است. جوجه‌ها خاکستری کم‌رنگ، کرم یا زرد کم‌رنگ هستند. 
بالها دراز، پهن و در نوک انگشتان قرار دارند.  بال های بلند آن بر خلاف بال‌های کوتاه شهبازهای Accipiter هستند.  دم آن دراز و پهن است. نوک مربع و حدود نصف طول کل آن است.  دارای یک منقار قوی، برآمدگی اندک ابرو، و پاهای بسیار سنگین با قلم پای برهنه که دارای الگوی پولکدار است. 
الگوی پرواز مستقیم به شکل "گاهی اوقات آرام، نسبتا سنگین و کلاغ‌مانند، با بال زدن مداوم" توصیف می‌شود. تعقیب "قدرتمند و پرانرژی با ضربات عمیق و سیال بال است، مانند شاهین قهوه‌ای که به سرعت پرواز می‌کند". او با بال‌هایی که به صورت دو وجهی اندک و تقریباً صاف برافراشته‌اند، اوج می‌گیرد. با بال‌های صاف یا کمی خمیده سر می‌خورد. و گاهی با بالهای بسته شیرجه می‌رود. 
اندازۀ 45-60 سانتی متر طول، با 110-135 سانتی متر طول گستردگی بال است. وزن نرها 635 گرم و ماده ها 1100-1400 گرم است. جثه ماده شبیه کورکور سوت‌زن و نر آن به شاهین قهوه‌ای ماده شبیه است. 

## پراکندگی و زیستگاه
جایگاه‌هایی که توسط BirdLife International برای حفاظت از شهباز سرخ مهم شناسایی شده‌اند عبارتند از: Lilyvale در کوئینزلند شمالی دور، کاکادو ساوانا و جزایر تیوی در قلمرو شمالی، و پناهگاه مورنینگتون در منطقه کیمبرلی در غرب استرالیا . 

## زادآوری
آشیانه در شاخه‌های در معرض دید یک درخت نوظهور بلند ساخته شده‌است. این یک سکوی چوبی با عرض ۶۰ تا ۱۲۰ سانتی‌متر و عمق ۳۰–۵۰ سانتی‌متر با برگ‌های سبز پوشیده شده‌است.
فصل تخم‌گذاری در مناطق گرمسیری شمالی از ماه می تا اکتبر و در شرق از اوت تا اکتبر است. جوجه‌کشی ۴۰ روز طول می‌کشد، دوره آشیانه‌سازی ۵۱–۵۳ روز طول می‌کشد، و جوجه‌ها برای ۲–۳ ماه وابسته باقی می‌مانند.

## رژیم غذایی
شهباز سرخ بیشتر از پرندگان، به ویژه طوطی‌ها و کبوترها می خورند و به ندرت پستانداران، خزندگان و حشرات بزرگ را نیز شکار می‌کنند.
آنها در اوایل و اواخر روز، از سکوهای پنهان در درختان شکار می‌کنند. در اواسط روز، از ترانسکت‌های بلند استفاده می‌کنند، از میان یا بالای تاج درختان عبور می‌کنند، یا از یک موقعیت اوج بلند جستجو می‌کنند. آنها با یک سر خوردن مخفیانه حمله می‌کنند، تعقیب مستقیم می‌کنند یا ممکن است از ارتفاع شیرجه بروند. 

## وضعیت
گوشوک قرمز در فهرست ملی به عنوان آسیب پذیر تحت قانون فدرال حفاظت از محیط زیست و حفاظت از تنوع زیستی فدرال EPBC در سال 1999 فهرست شده است و در کوئینزلند و نیو ساوت ولز به عنوان آسیب‌پذیر و در قلمرو شمالی و استرالیای غربی به عنوان آسیب‌پذیر فهرست شده است. همچنین تحت کنوانسیون تجارت بین المللی گونه های در حال انقراض جانوران و گیاهان وحشی CITES ذکر شده است . 
این گونه به ندرت در سراسر استرالیا پراکنده شده است، اما کاهش قابل توجه اخیر باعث نگرانی شده است، تهدیدات و علل اصلی کاهش در شرق استرالیا به پاکسازی جنگل‌ها و جنگل‌ها برای کشاورزی نسبت داده شده است که منجر به تخریب زیستگاه باقی مانده، موجب کاهش طعمه در دسترس و کاهش مکان‌های آشیانه‌سازی مناسب می‌شود. 
حفاظت از زیستگاه دست نخورده باقی مانده و بازیابی زیستگاه مناسب از طریق احیا با مقررات پاکسازی زمین یک ابزار مدیریت حفاظت مهم برای بقای آنها است. 